# Шосткинский мясокомбинат
Шосткинский мясокомбинат "Полесье" (укр. Шосткинський м’ясокомбінат "Полісся") — предприятие пищевой промышленности в городе Шостка Сумской области Украины, прекратившее своё существование.

## История
Мясоперерабатывающее предприятие в Шостке начало работу в октябре 1943 года, вскоре после освобождения города от немецкой оккупации - и первоначально действовало как колбасная фабрика, однако после войны было реконструировано и расширило ассортимент выпускаемой продукции.
В целом, в советское время Шосткинский мясокомбинат (вместе с другими мясокомбинатами области и обеспечивавшими их деятельность заготовительными совхозами) входил в состав Сумского производственного объединения мясной промышленности и являлся одним из ведущих предприятий города.
После провозглашения независимости Украины государственное предприятие было преобразовано в открытое акционерное общество. В мае 1995 года Кабинет министров Украины утвердил решение о его приватизации.
Начавшийся в 2008 году экономический кризис осложнил положение предприятия. В апреле 2009 года мясокомбинат остановил работу и был закрыт, производственное оборудование было законсервировано.
В январе 2013 года с территории признанного банкротом мясокомбината начали демонтировать и вывозить оборудование и имущество.
31 октября 2014 года здание закрытого мясокомбината пострадало от пожара.

## Деятельность
Производственные мощности комбината обеспечивали возможность перерабатывать 300 тонн мяса и производить до 100 тонн колбасных изделий и полуфабрикатов в месяц. Основной продукцией являлось мясо, субпродукты, мясные полуфабрикаты, а также вареные и полукопченые колбасные изделия, сосиски и сардельки.
В состав предприятия входили база по приемке скота, автотранспортный парк, мясожировой цех, колбасный цех, холодильник на 530 тонн, цех технических фабрикатов, лаборатория и котельная.